# 卡梅倫 (紐約州)
卡梅倫（英語：Cameron）是一個位於美國紐約州斯托本縣的鎮。

## 人口
根據2020年美國人口普查的數據，卡梅倫的面積為121.11平方千米，當中陸地面積為120.96平方千米，而水域面積為0.15平方千米。當地共有人口898人，而人口密度為每平方千米7人。